# Banyera d'hidromassatge

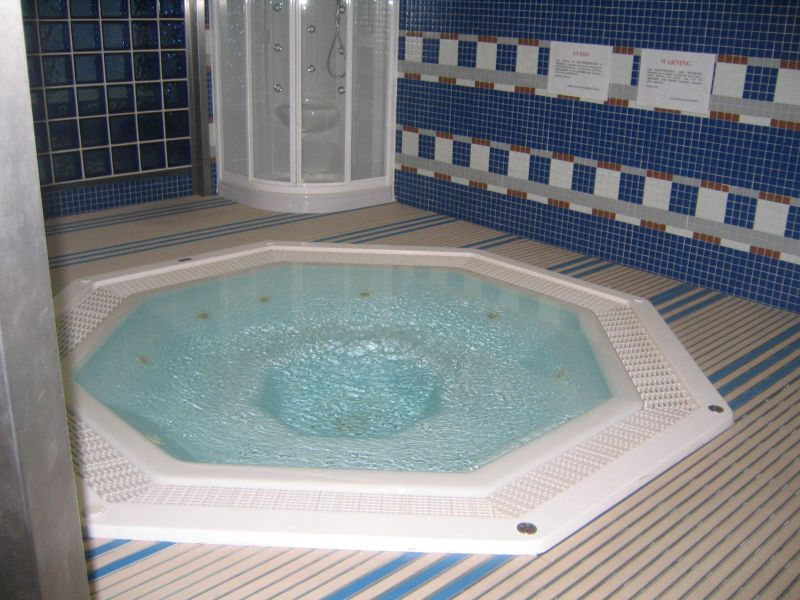
Banyera d'hidromassatge a l'estadi Santiago Bernabéu.

Una banyera d'hidromassatge és una tina amb aigua calenta, amb diferents broquets, per fer moure l'aigua, mitjançant un motor que és en essència en el que es basa la banyera d'hidromassatge
Les banyeres d'hidromassatge poden disposar d'un sistema d'il·luminació per cromoteràpia i algunes altres incorporen un sistema d'inducció de fragàncies per a proveir aromateràpia a l'aigua. L'aigua en un hot tub o spa es canvia de mitjana de 3 o 4 mesos, ja que incorporen un sistema de filtració, i per sanitizer l'aigua la majoria tenen com a opció d'incorporar un ozó, més l'ús d'un desinfectant addicional que pot ser diclor o brom. Es poden utilitzar dins de la casa o a la intempèrie.
Els primers hot tubs eren uns barrils de fusta, amb aigua temperada per un calefactor a llenya i dissenyat especialment per a usar-lo a la intempèrie.

## Cura de l'aigua
Una banyera d'hidromassatge no és igual que una piscina, ja que posseeix una superfície menor i la seva aigua està temperada. A més, la composició química dels productes que es fan servir per a la cura dels hot tub ha de complir unes constants molt estrictes que serveixin per mantenir en l'aigua els següents nivells:
- Alcalinitat: 80-120ppm
- Duresa: 150-400 ppm
- PH: 02/07 -7.6
- Sanitizante: 3-5ppm

A més, les fragàncies per a l'aigua d'una banyera d'hidromassatge han de ser 100% dissoluble per a no causar danys en els filtres, en la bomba o al calefactor. A diferència de les tines de bany, no s'usen sals, ja que aquestes són corrosives.